# Brenda Christian
Brenda Vera Amelia Lupton-Christian (geb. 25. Februar 1953, Pitcairninseln) ist eine Politikerin in den Pitcairninseln. Als ihr Bruder Steve Christian als Mayor amtsenthoben wurde aufgrund der Anschuldigungen im Missbrauchsprozess von Pitcairn 2004, diente sie im Interim als kommissarische Bürgermeisterin der letzten verbliebenen britischen Kolonie im Pazifik.

## Leben
Christian wurde auf Pitcairn geboren und wuchs dort auch auf. Sie ist die Tochter des ehemaligen Politikers Ivan Christian und von dessen Frau Verna Carlene „Dobrey“ Young. Sie lebte eine Zeit lang im Vereinigten Königreich, kehrte aber um 1999 auf die Inseln zurück und diente seither als die einzige Polizistin. Außer 2003 war sie seit 2000 beständig Mitglied des Inselrats (Island Council).
2004 diente sie als erste Frau als Mayor der Insel vom 8. November bis zum 15. Dezember 2004. Sie wurde im Interim vom Island Council gewählt, nachdem ihr Bruder Steve Christian vom kolonial-Gouverneur im Verlauf des Mißbrauchsprozesses am 30. Oktober 2004 entlassen worden war.
Sie stellte sich dann in ihrem eigenen Recht zur Wahl, aber in den Wahlen am 15. Dezember unterlag sie Jay Warren, dem ehemaligen Magistrate (sein Amt wurde erst 1999 in Mayor umbenannt nach einer Verfassungsänderung). Sie trat mt dem Wahlversprechen an, die Pitcairninseln attraktiver für Tourismus zu machen.